# Bert Collier

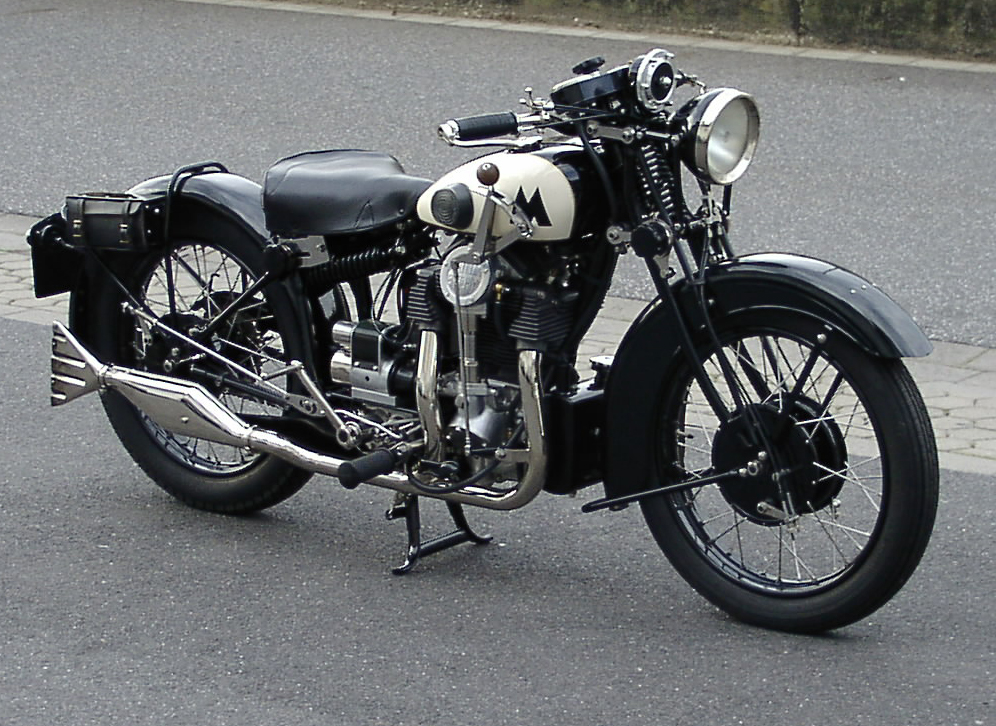
De Matchless Silver Hawk was een ontwerp van Bert Collier

Herbert William ("Bert") Collier (Plumstead, 6 september 1907 - Tonbridge, 31 oktober 1942) was een Brits constructeur van motorfietsen. Hij was een van de eigenaren van het merk Matchless en lid van de Raad van bestuur van Matchless, Amalgamated Motor Cycles en Associated Motor Cycles.

## Jeugd
Bert Collier was de zoon van de oprichter van Matchless, Henry Herbert Collier. Hij was een nakomertje. Bij zijn geboorte was zijn vader al 48 jaar oud en zijn moeder Louisa was 43. Zijn broer Harry was 23, broer Charlie 22, zuster Gertrude 21, zuster Louisa 19 en zuster Grace 17. 
In Bert's geboortejaar waren Harry en Charlie al doorgewinterde motorcoureurs, die twee keer hadden deelgenomen aan de Trophée International en mede-initiatiefnemers van de TT van Man waren. Charlie won de TT twee keer en Harry een keer. 
Charlie en Harry waren behalve de coureurs voor hun eigen merk ook begaafde constructeurs. In 1910 bouwden ze hun eigen vliegtuig en ze ontwikkelden in de jaren tien al eigen motorblokken, hoewel Matchless toen voornamelijk inbouwmotoren van JAP en MAG gebruikte. Terwijl zijn oudere broers steeds meer verantwoordelijkheid in het bedrijf van hun vader kregen, studeerde Bert aan Woolwich Polytechnic (tegenwoordig de Universiteit van Greenwich). Hij studeerde in 1926 af, kort na het overlijden van zijn vader. 

## Matchless
Vanzelfsprekend ging hij in de leer bij zijn broers en toen zij aan het eind van de jaren twintig opnieuw eigen V-twins gingen ontwikkelen was Bert daarbij betrokken. Hij werkte als technisch vertegenwoordiger in Oostenrijk en Hongarije en later in de tekenkamer aan Plumstead Road. 
Hij was de ontwerper van de Matchless Silver Hawk, die in 1931 op de markt kwam als vervanger van het min of meer mislukte Matchless Silver Arrow-project van broer Harry. De Silver Hawk was een V4 met een zeer kleine blokhoek van 18°, waardoor de machine wel een square four leek. De Silver Hawk kreeg ook als eerste de gestileerde "M" als beeldmerk op de tank. 
In 1931 nam Matchless Motorcycle Company (Colliers) Ltd. het bijna failliete AJS in Wolverhampton over, waardoor de basis werd gelegd voor het latere Associated Motor Cycles. Bert werd in 1936 lid van de Raad van bestuur. Hij werkte mee aan de nieuwe sloperblokken, zoals dat van het sportieve 500cc-Matchless Model D80.
De bij Matchless ontwikkelde motoren werden ook in de AJS-motorfietsen gebouwd. In 1937 werd ook de motorfietstak van Sunbeam opgekocht. Na het uitbreken van de Tweede Wereldoorlog ontwikkelden de gebroeders Collier de Matchless G3/L, bedoeld als vervanging voor de militaire motorfietsen die bij de Slag om Duinkerke verloren waren gegaan. Het Britse War Office koos echter voor de Triumph 3TW, maar de G3L zou nog heel lang als civiele motorfiets op de markt blijven.

## Overlijden
Bert Collier maakte dat niet meer mee. Hij kwam in 1942 om het leven bij een motorongeluk. Hij was in 1933 getrouwd met Barbara Ada Barber uit Newhaven. Het huwelijk bleef kinderloos. Barbara overleed in 1987 op 76-jarige leeftijd in Portsmouth.